# Ivan Grbec
Ivan Grbec, slovenski učitelj, skladatelj, publicist, etnomuzikolog in pedagog, * 23. junij 1889, Škedenj pri Trstu, † 24. september 1966, Škedenj.

## Življenje
Ivan Grbec se je rodil v Škednju pri Trstu (danes je to četrt, nekoč je bil samostojna vas) v slovenski kmečki družini leta 1889, v obdobju kulturnega (še posebno glasbenega) prebujanja Avstro-Ogrskega cesarstva. Oče je bil Mihael, prodajalec zelenjave, mati Jožefa, rojena Godina.
Pri devetih letih se je začel ukvarjati z glasbo, violino je začel študirati pri bratrancu Lovru Sancinu, dirigentu mandolinske škedenjske skupine. Leta 1901 je prekinil svoj študij, saj je bratranec umrl.
Učil se je na magistralnih šolah v Kopru (1904-08), ki so jih obiskovali Italijani, Slovenci in Hrvati in so se izoblikovale napetosti med njimi: tiste med mladimi in konservatizmom avstrijske Vlade ter tiste med raznimi narodnostmi dijakov. Med mladimi so se razširile tudi nove socialistične ideje: v tistih letih so izvedeli več socialnih manifestacij, kot na primer 1. maja 1907. Leta 1908 je Grbec organiziral stavko, vodil je dijake k ravnatelju in je bil med tistimi, ki so obiskali Trst in parlamentarca Otokarja Rybarja ter odvetnika Josipa Vilfana za to, da bi povprašali podporo časopisa Edinosti. V Kopru se je Grbec vsesplošno učil glasbe: violine, klavirja, orgel in petja, spoznal je Srečka Kumarja, bila sta tudi sostanovalca .
Leta 1908 se je vrnil v Trst, kjer je pričel učiti, v šolskem letu 1908/09 v domačem Škednju, nato tri leta v Rojanu, ter potem spet v Škednju vse do leta 1926, ko je fašizem v Italiji prepovedal šole s slovenskim učnim jezikom. Od leta 1908 dalje je začel prepisovati ljudske pesmi in etnografski material Avstrijskega primorja (Škedenj, okolica Trsta, Škofije, Vipava, Postojna itd.) za zbirko ljudskih pesmi dr. Karla Štreklja. Tudi po izdaji tega dela je nadaljeval s svojim natačnim delom zbiranja etno-glasbe, kar je bilo potem izdano po Grbčevi smrti po naročilu Pavleja Merkuja.
V letih 1910-14 se je učil harmonije, kontrapunkta, fuge in analize oblik po Riemannovi metodi z učiteljem Alojzijem Sancinom in s skladateljem Antoniem Smareglia (do leta 1927). Zaradi vojne je prekinil študije, vendar je nadaljeval s sodelovanjem z orkestrom.
Najverjetneje je s skladateljevanjem pričel med obdobjem prve svetovne vojne: njegov najstarejši rokopis sega v februar 1916.
4. junija 1916 je bila v Narodnem domu uprizorjena "otroška opera" z zborom v treh dejanjih "V kraljestvu palčkov", enostavna glasbena pravljica, ki pa v sebi skriva očitno satiro proti avstro-ogrski avtokraciji. Grbec je dokončal glasbeni del, medtem ko je za besedilo poskrbel Josip Ribičič. To je bil zelo odmeven dogodek, ne samo, ker se je to zgodilo v vojnem obdobju, vendar tudi, ker je naenkrat sodelovalo štirideset otrok na odru. Predstava je imela izjemen uspeh, je imela štiri ponovitve in so jo uprizorili tudi v Ljubljani. Delo je bilo izdano leta 1922, imelo spet ponovitev na Hrvaškem, v Sloveniji in spet v Trstu.
V povojnem času je Grbčev dom postal pravi kulturni center naselja, ki je privlačeval razne slovenske umetnike iz okolice (iz Trsta literate Josipa Ribičiča, Alberta in Karla Široka, pianista Srečka Kumarja in Gito Bortolotti, violinista Mirka Logarja in Karla Sancia, pevko Avrelijo Sancin ter skladatelja Bredo Šček in Karla Pahorja; iz Gorice glasbenika Marija Kogoja; iz Tomaja literata Stana Kosovela s sestro Karmelo (pianistko) in bratom Srečkom).
Med prvimi Grbčevimi uradnimi izvedbi je tudi tista iz dne 20. maja 1919 za literarni in glasbeni večer Slovanske čitalnice v Trstu. 15. decembra 1921 je bil v Škednju prirejen pomemben večer, posvečen Ivanu Cankarju, s koncertom Ivana Grbca in Marija Kogoja, s sodelovanjem Milana Skrbinška.
Leta 1921 je s Srečkom Kumarjem ustanovil mešani zbor "Združenja društev jugoslovanskih mojstrov Julijske krajine" ki je združeval člane iz Gorice, notranje Kranjske, Istre, ki je imel veliko koncertov v Avstrijskem primorju in turnejo v Italiji. Združenje je objavilo glasbeno zbirko in je priredilo tečaje, na katerih sta sodelovala Grbec in Kumar, do svojega konca, ki je bil posledica tržaškega prefektovega dekreta iz leta 1926. Za financiranje zborovskih dejavnosti je združenje pobiralo prispevke svojih 800 članov.
Do leta 1928 je pisal za različne slovenske časopise in revije iz Trsta: med njegovimi deli se lahko soočamo tudi s hudimi kritikami proti umetnostnim izbiram in proti politični in organizacijski nedejavnosti tržaških glasbenih inštitucij.
Ker je leta 1926 ostal brez službe, se je ukvarjal z zasebnimi inštrukcijami. V tistem obdobju sta se tržaška socialni in kulturni prostor še bolj omejila: zaprli so slovenska društva, šole in slovenski tisk, medtem ko so učitelje preselili drugam po Italiji. Mnogi pa so izbrali emigracijo v Jugoslavijo, med temi tudi Grbec, ki se je leta 1932 preselil v Zagreb. V mestu je obiskoval Akademijo za glasbo in je v šolskem letu 1933/1934 s Srečkom Kumarjem ustanovil revijo za mladinsko glasbo Grlica, ki je združevala umetnike in pedagoge iz cele Jugoslavije, s katerimi je dvignil kvaliteto mladinskega petja. Po dveh letih je bila revija ukinjena, saj je Grbec zapustil Zagreb, da bi delal v manjših šolah na Hrvaškem. V Vukovarju (1934/35) ter v Borovu (1936/37) je ustanovil glasbeno šolo, leta 1938 je v Bakarju ustanovil godbo na pihala.
Leta 1939 se je vrnil v Trst. S koncem vojne je ustavnovil otroški pevski zbor, s katerim je sodeloval pri radijskih oddajah. Tako je okrepil svojo angažiranost v komponiranju skladb za otroke. 16. oktobra 1945 je bil vpoklican za učitelja in ravnatelja škedenjske šole. To funkcijo pa je izgubil 11. julija 1946. Razloga za to nimamo, najverjetneje zaradi nesoglasij z Zavezniško vojaško upravo glede šolskih organizacij. Spet je postal učitelj 1. maja 1947 v Ricmanjah, od 1. oktobra 1947 pa je nadaljeval s poučevanjem v Škednju, potem pri Sveti Ani (od februarja 1949), kjer je bil tudi šolski upravnik, dokler se ni upokojil (1954).
V teh letih je sodeloval in deloval tudi na Glasbeni matici v Trstu, pri kateri je spet očital umetnostno in organizacijsko neprimernost. Tem kritikam je sledila zapustitev tržaške glasbene šole leta 1948.
Izrazito je pomagal tržaškemu radiu in je napisal več del s pesniki in po navdihu njihovih poezij (France Prešeren, Oton Župančič, Karel Destovnik-Kajuh, Srečko Kosovel), sodeloval je tudi z ljubljansko revijo Grlica, ki je leta 1953 prevzela slavo istoimenske revije iz dvajsetih let nazaj.
Leta 1954 se je upokojil. Tistega leta je izdal glasbeno zbirko in ustanovil otroško revijo Galeb, ki izhaja v Trstu še danes, in jo vodil vse do smrti.
S komponiranjem je nadaljeval vse do svojih zadnjih let, ko se je ukvarjal tudi s sakralnimi temi. Veliko let se je ukvarjal s kantato za bariton in orkester Mornar, ki je bila po njegovem mnenju višek celega opusa.
Grbčev opus obsega skupno 35 samospevov, 11 skladb za klavir, 117 skladb za zboro (med katerimi 82 za otroški zbor), 6 otroških oper ter 4 kantate.
1. junija 1980 je bila po njem poimenovana osnovna šola s slovenskim učnim jezikom v Škednju. Na šolskem dvorišču je prisotno doprsje, posvečeno Grbcu, delo kiparja Zdenka Kalina. Po njem je poimenovano tudi slovensko kulturno društvo ter ženski zbor, ki v društvu deluje.

## Dela
- V kraljestvu palčkov, Ljubljana, 1922
- Sonatina po srpskih narodnih temah, Zagreb, 1933
- Palčki, Ljubljana, 1953
- Pesmarica, prvi del, Trst, 1954
- Samospevi za visok glas in klavir, 1. zvezek, samospevi na besedilo Otona Župančiča, Ljubljana, 1968
- Samospevi za visok glas in klavir, 2. zvezek, Ljubljana, 1968
- Ljudske pesmi, Trst, 1971